# 舜过井
舜过井位于中国浙江省无锡江阴市市区、澄江街道青果路10号，年代不详，因相传舜曾到此地而得名。井深8米，上窄下宽，井口直径0.62米，外设八棱形青石井圈。